# Jucie Lupeta
Joaquim Manuel Welo Lupeta, genannt Jucie Lupeta (* 24. März 1993 in Lourinhã) ist ein portugiesischer Fußballspieler kongolesischer Abstammung auf der Position eines Stürmers. Seit 2017 steht er beim NK Celje mit Spielbetrieb in der höchsten slowenischen Fußballliga unter Vertrag.

## Vereinskarriere

### Karrierebeginn in der Heimat
Der Sohn kongolesischer Eltern wurde am 24. März 1993 in der portugiesischen Küstenstadt Lourinhã geboren und spielte bereits in jungen Jahren für den hier angesiedelten Amateurverein SC Lourinhanense in dessen Nachwuchsabteilung. Hier durchlief er diverse Spielklassen, ehe er sich als 13-Jähriger dem portugiesischen Topklub FC Porto anschloss und für diesen mehrere Jahre in der vereinseigenen Jugend zum Einsatz kam. Im Jahre 2010 schaffte er den Sprung in die U-19-Mannschaft des Vereins und kam ab dieser Zeit auch in der portugiesischen U-18-Nationalmannschaft zum Einsatz. Während seiner Zeit in der Jugend der Nordportugiesen wurde er zeitweise von 2008 bis 2009 an Padroense FC aus dem Vorort Senhora da Hora verliehen und kam in dessen Nachwuchsmannschaften zu Einsätzen. Nachdem sein Engagement beim FC Porto im Sommer 2012 ausgelaufen war, war Lupeta in weiterer Folge mehrere Monate vereinslos, ehe er sich Mitte Mai 2013 dem Videoton FC mit Spielbetrieb in der Nemzeti Bajnokság, der höchsten ungarischen Fußballliga, anschloss. Bei den Ungarn unterschrieb er anfangs einen Vertrag mit einer Laufzeit von wenigen Wochen bis 30. Juni 2013, bei dem allerdings die Option auf eine Vertragsverlängerung beinhaltet war.

### Profidebüt in Ungarn
Nur wenige Tage nach seiner Verpflichtung gab er sein Profidebüt, als er am 18. Mai 2013 bei einem 2:1-Heimsieg über den Kaposvári Rákóczi FC unter Trainer José Manuel Gomes, den er noch von Porto-Zeiten kannte, ab der 84. Spielminute als Ersatz für Routinier Sándor Torghelle auf den Rasen kam. In den beiden nachfolgenden Meisterschaftsspielen, dem vorletzten und letzten Spiel der Nemzeti Bajnokság 2012/13, kam Lupeta ebenfalls noch zu zwei Kurzeinsätzen für den Klub aus Székesfehérvár. Der Videoton FC beendete die Saison als Vizemeister hinter dem Győri ETO FC und konnte damit die Teilnahme an der 2. Qualifikationsrunde zur UEFA Europa League 2013/14 fixieren. Die Option in Lupetas Vertrag wurde ebenfalls gezogen und sein Vertrag um ein weiteres Jahr bis Saisonende 2013/14 verlängert. In weiterer Folge kam er neben diversen Landsmännern zu weitere Kurzeinsätzen für den ungarischen Klub. Dabei gehörte er dem Profikader jedoch über ein Großteil der Saison gar nicht erst an und saß erstmals in der 15. Meisterschaftsrunde ohne Einsatz auf der Ersatzbank. Danach vergingen weitere Monate, ehe er im März ein weiteres Mal einsatzlos als Reservist zugegen war. Erst von der 25. bis zur 30. Runde saß der Portugiese regelmäßig auf der Ersatzbank der Ungarn. Bei einem 1:0-Auswärtssieg über Honvéd Budapest am 3. Mai 2014 kam Lupeta zu einem Kurzeinsatz, als er von Gomes in der 89. Spielminute für Arturo Alvarez aufs Feld geschickt wurde. Am 1. Juni 2014, dem letzten Saisonspiel, wurde er beim 1:1-Heimremis gegen den Diósgyőri VTK ab der 87. Spielminute für Zsolt Haraszti ins Spiel; diesen seine einzigen Pflichtspiele in der Saison 2013/14, die die Mannschaft auf dem vierten Tabellenplatz abschloss.

### Wechsel zurück in die Heimat
Nachdem sein Vertrag nicht weiter verlängert worden war, kehrte Lupeta zurück in sein Geburtsland, wo er sich dem Erstligisten Vitória Setúbal anschloss und einen Zweijahresvertrag unterzeichnete. Dort kam er unter dem neuen Trainer Domingos Paciência, der José Couceiro, der nach dem Ende der Saison 2013/14 von seinen Pflichten entbunden wurde, ersetzte, gleich vom ersten Saisonspiel an zum Einsatz. Bei der 0:2-Niederlage gegen den Rio Ave FC kam er ab der 68. Spielminute für Miguel Pedro auf den Rasen. In den nachfolgenden Spielrunden kam er abwechselnd zu Einsätzen, saß ohne Einsatz auf der Ersatzbank oder gehörte gar nicht dem Profikader an. Bei seinem dritten Meisterschaftseinsatz, einem 2:0-Heimsieg über den CD National, kam der Mittelstürmer am 28. September 2014 von Beginn an zum Einsatz und erzielte in der 20. Spielminute, nach einem versuchten Torschuss seines Teamkollegen Zequinha, den 1:0-Führungstreffer und wurde in diesem Spiel in der 69. Minute ausgewechselt. Bis Ende Januar 2015 kam er vermehrt zu Einsätzen in der Primeira Liga, spielte aber nie über die komplette Spieldauer durch. Nachdem die Mannschaft von Beginn an in der Tabelle nur knapp vor den beiden Abstiegsplätzen rangierte, wurde Paciência nach 17 Meisterschaftsspielen, aus denen lediglich vier Siege resultierten, von seinen Pflichten entbunden.
Nachdem Bruno Ribeiro das Traineramt übernommen hatte, kam Lupeta noch einmal zu einem Kurzeinsatz, ehe er den Großteil der zweiten Saisonhälfte nicht mehr berücksichtigt wurde. Nur mehr im April 2015 kam er zu zwei wenige Minuten dauernden Kurzeinsätzen in der Liga. Unter Ribeiros Führung schaffte Vitória Setúbal den Klassenerhalt, obwohl der neue Trainer annähernd die gleichen Ergebnisse wie der alte Trainer einfuhr; bei 17 Ligaspielen unter Ribeiro gewann der Klub aus Setúbal lediglich drei Partien. Bei zwölf Ligaeinsätzen, die Lupeta in der Primeira Liga 2014/15 absolvierte, kam er einmal zum Torerfolg und steuerte eine Torvorlage bei. Hinzu kamen auch noch zwei Einsätze in der Taça da Liga der Spielzeit 2014/15, in der es Setúbal bis ins Halbfinale brachte und dort Benfica Lissabon mit 0:3 unterlag. Sein noch für ein weiteres Jahr andauernder Vertrag wurde fast auf den Tag genau ein Jahr nach der Unterzeichnung in beidseitigem Einvernehmen wieder aufgelöst. Noch im gleichen Jahr schuf Lupeta in seiner Heimat Portugal die Bekleidungsmarke Trankilo System und tritt mit dieser neben seiner Karriere als Profifußballspieler auch als Allrounder in Erscheinung; so entwirft er unter anderem die Kleidungsstücke selbst und kümmert sich um diverse weitere Aufgaben. Den Großteil des Geldes, das er als Fußballspieler verdient, investiert Lupeta in die Marke.

### Über Südafrika nach Slowenien
Unmittelbar darauf wurde er von den Bidvest Wits mit Spielbetrieb in der South African Premier Division, der höchsten südafrikanischen Fußballspielklasse, unter Vertrag genommen. Hier gab der Mittelstürmer am 26. August 2015 bei einem 2:0-Heimsieg über Maritzburg United sein Ligadebüt, als ihn Trainer Gavin Hunt ab der 71. Minute als Ersatz für Kris Bright aufs Spielfeld schickte. Bis Mitte Januar 2016 saß Lupeta oftmals ohne Einsatz auf der Ersatzbank oder wurde von Gavin Hunt aufs Feld geschickt. Danach schaffte er es wochenlang nicht in den Profikader und kam, nach einem einzigen Einsatz Anfang März 2016, erst wieder Mitte April 2016 zu Einsätzen in der höchsten Fußballliga des Landes. Im Endklassement rangierte er mit dem Bidvest Wits FC mit 14 Punkten Rückstand auf den Mamelodi Sundowns FC auf dem zweiten Tabellenplatz und qualifizierte sich damit für die CAF Champions League 2017. Bei 30 möglich gewesenen Ligaeinsätzen kam der Portugiese in zwölf Partien zum Einsatz, wobei er selbst torlos blieb. Hinzu kamen für ihn noch ein Einsatz im MTN 8, in dem er mit seiner Team im Halbfinale gegen den späteren Sieger Ajax Cape Town ausschied, und im Telkom Knockout, in der das Team im Achtelfinale gegen die Free State Stars ein jähes Ende fand. Im Nedbank Cup, dem südafrikanischen Hauptpokalwettbewerb, schied der Bidvest Wits FC im Elfmeterschießen des Viertelfinales ebenfalls gegen die Free State Stars aus.
Bereits kurz nach Saisonende wurde Lupeta mit dem Ligakonkurrenten Ajax Cape Town, dessen Cheftrainer Roger De Sá Interesse an dem 23-Jährigen gezeigt haben soll, in Verbindung gebracht. Einen Monat später folgte daraufhin der Wechsel des Portugiesen zu dem in Parow, einem Vorort von Kapstadt, angesiedelten Klub. Hier kam er im ersten Spiel der Saison 2015/16 zu einem Kurzeinsatz, konnte aber auch hier nicht Fuß fassen. In weiterer Folge kam er bis Anfang Dezember zu Kurzeinsätzen in fünf Ligaspielen und musste die meiste Zeit ohne Einsatz auf der Ersatzbank Platz nehmen. Zu einem weiteren Einsatz brachte er es im Achtelfinale des Nedbank Cups 2015/16, als er im Spiel gegen SuperSport United über eine halbe Stunde lang zum Einsatz kam. Ab der 13. Meisterschaftsrunde wurde Lupeta gar nicht mehr berücksichtigt und gehörte nicht mehr dem Kader an. Bereits zu Jahresbeginn 2017 kam der Verein den Abgang des Angriffsspielers bekannt.
Während der Winterpause 2016/17 kehrte er wieder nach Europa zurück und schloss sich Ende Februar 2017 dem NK Celje aus der slowenischen Erstklassigkeit an. Bei den Slowenen unterschrieb er gleich einen Vertrag mit einer Laufzeit bis zum Jahresende 2019 und kam unter dem dortigen Trainer Igor Jovićević zu regelmäßigen Einsatz im Angriff und dabei des Öfteren auch über eine längere Spieldauer. Nachdem er erst am 18. März 2017 sein Pflichtspieldebüt für den Klub aus Celje gab, kam er bis zum Saisonende auf eine Bilanz von zehn Ligaeinsätzen und zwei -treffern. Die Spielzeit 2016/17 beendete er mit dem NK Celje auf dem fünften Tabellenplatz, wobei die Mannschaft knapp einen internationalen Qualifikationsstartplatz verpasste. Nach Jahren als Ersatzspieler und wenigen Profieinsätzen schaffte er schließlich im Alter von 24 Jahren den Durchbruch im Profifußball und begann ab der Saison 2017/18 unter dem neuen Trainer Tomaž Petrovič als Stammkraft. Auch unter dem neuen Trainer Dušan Kosič, der Petrovič im September 2017 ablöste, wurde Lupeta weiterhin als Stammspieler eingesetzt. Von den bisherigen (Stand: 20. März 2018) 23 Meisterschaftspartien versäumte er lediglich eine einzige, da er eine Gelbsperre aussitzen musste. Bislang erzielte der 1,86 m große Stürmer ein Tor und bereitete drei Treffer für seine Teamkollegen vor. Des Weiteren absolvierte er drei Spiele im slowenischen Fußballpokal 2017/18 und befindet sich mit der Mannschaft aktuell im Halbfinale, in dem die Mannschaft im April 2018 in Hin- und Rückspiel auf den Hauptstadtklub Olimpija Ljubljana trifft.

## Nationalmannschaftskarriere
In den Jahren 2010 bis 2011 absolvierte Lupeta zumindest neun Länderspiele für die portugiesische U-18-Auswahl, für die er vier Mal zum Torerfolg kam.